# تشاد راندال
تشاد راندال (بالإنجليزية: Chad Randall)‏ هو لاعب دوري الرغبي أسترالي، ولد في 30 ديسمبر 1980 في Manly, New South Wales ‏ في أستراليا.